# Erik Kolthoff
Erik "Kotten" Kolthoff, född 1973, är en svensk musiker och filmare. 
Erik Kothoff var gitarrist och sångare i Harlequin (1991–1998) och Sveriges Allmänna Orkester (2001–2007). Han är regissör och producent till dokumentären Dom får aldrig mig - en film om Asta Kask och punken 2006 tillsammans med Staffan Danielsson.
Sedan 2019 har Erik Kolthoff haft det egna företaget Lödöse musteri, i Hönebäck vid Lödöse. Han har mustat tidigare och mustandet har gått i Kolthoffsläkten sedan 1850-talet.